# Liste antiker Ortsnamen und geographischer Bezeichnungen/Fa
| Lateinischer Name | Griechischer Name      | Beschreibung                         | Heute                         | Quellen und Verweise | Lage |
| ----------------- | ---------------------- | ------------------------------------ | ----------------------------- | -------------------- | ---- |
| Fabaris           |                        |                                      |                               | Smith;               |      |
| Fabia             |                        | Stadt in Latium                      |                               | Smith;               |      |
| Fabrateria        |                        |                                      |                               | Smith;               |      |
| Faesulae          | Φαισοῦλαι (Phaisoulai) | Stadt in Etrurien                    | Fiesole in der Toskana        | Smith;               |      |
| Falacrinum        |                        |                                      |                               | Smith;               |      |
| Falerii           | Φαλέριοι (Phalerioi)   | Stadt der Falisker                   | Civita Castellana             | Smith;               |      |
| Falerio           |                        | Stadt im Picenum                     | Falerone in der Provinz Fermo | Smith;               |      |
| Falernus Ager     |                        |                                      |                               | Smith;               |      |
| Falesia           |                        | Hafenstadt an der Küste von Etrurien | nahe bei Piombino             | Smith;               |      |
| Falisci           |                        |                                      |                               | Smith;               |      |
| Fanum Fortunae    |                        |                                      |                               | Smith;               |      |
| Fanum Fugitivi    |                        |                                      |                               | Smith;               |      |
| Fanum Martis      |                        |                                      |                               | Smith;               |      |
| Fanum Minervae    |                        |                                      |                               | Smith;               |      |
| Fanum Vacunae     |                        |                                      |                               | Smith;               |      |
| Fanum Veneris     |                        |                                      |                               | Smith;               |      |
| Fanum Voltumnae   |                        |                                      |                               | Smith;               |      |
| Farfarus          |                        |                                      |                               | Smith;               |      |
| Faustinopolis     |                        | Stadt in Kappadokien                 | bei Başmakçi in der Türkei    | Smith;               |      |
| Faventia          | Φαουεντία (Phaouentia) | Stadt in der Gallia cispadana        | Faenza in der Emilia-Romagna  | Smith;               |      |